# 자메즈
자메즈(Ja Mazz, 본명: 김성희, 영어 이름: 제임스 김(James Kim), 1989년 8월 11일 ~ )는 대한민국의 래퍼이다.

## 경력
어린 시절에는 피아노 연주에 재능을 가졌고 중학교 재학 시절에는 펑크 밴드 활동에 참여했을 정도로 음악에 관심을 가졌다고 한다. 14세 시절에 가족들과 함께 필리핀으로 이주했으며 15세 시절에 중국 청두로 이주했다. 청두에 위치한 외국계 국제학교에서 어드밴스트 플레이스먼트(AP) 과정을 이수했고 대한민국으로 귀국한 이후에 군 복무를 마쳤다.
2009년에는 한양대학교 경영학과에 입학했지만 2017년에 중퇴하게 된다. 대학교 재학 시절에는 기업인이 되기를 원했지만 미국의 흑인 음악을 접하면서 래퍼 활동을 시작하게 된다. '자메즈'(Ja Mezz)라는 예명은 영어 이름인 자신의 '제임스'(James)에서 따온 것이라고 한다. 2014년에 방영된 엠넷의 힙합 오디션 프로그램 《Show Me The Money 3》에서 출연하여 3차 예선까지 진출했으나 BOBBY와의 1:1 대결에서 패배했다.
2015년에 방영된 엠넷의 힙합 오디션 프로그램 《Show Me The Money 4》에서는 지코, 팔로알토를 중심으로 결성된 지팔 팀에 참여하여 TOP 16에 이름을 올렸는데 베이식과의 디스전에서 탈락했다. 2017년에 방영된 엠넷의 힙합 오디션 프로그램 《Show Me The Money 6》에서는 박재범 & 도끼 팀에 합류했는데 본선 1차 공연에서 우원재에게 패배하여 우디고차일드와 함께 탈락했다.

## 음반 목록

### 정규 음반
- 2015년 정규 음반 《1/4》
- 2018년 정규 음반 《GOØDevil》
- 2019년 정규 음반 《The Pink Album》

### 싱글 음반
- 2014년 싱글 《Wanna Get》
- 2014년 싱글 《나무늘보》
- 2015년 싱글 《아우디 (Audi)》
- 2015년 싱글 《Drinks Up》
- 2015년 싱글 《Hangover》
- 2015년 싱글 《복학생》
- 2016년 싱글 《Memento》
- 2017년 싱글 《17》
- 2017년 싱글 《17 Remix》
- 2017년 싱글 《한강이 바다라면》
- 2018년 싱글 《Pink Is The New Black》
- 2019년 싱글 《09년 왕십리》

### EP 음반
- 2015년 EP 《School Life》